# Huvudtvätt
Gli Huvudtvätt, noti anche come Headcleaners, sono stati un gruppo musicale svedese.

## Formazione
- Huw "Do Horrible" Brandt - voce
- Mats Nilsson - basso, voce d'accompagnamento
- Scam Ammoniac - basso
- Torulf Nilsson - chitarra
- Harry Rinse - chitarra
- Patrik Tanner - batteria
- Raxx Cimex - batteria
- Hans Ove Sundberg - tromba (ospite in Headcleaners/Picnic Boys)

## Discografia

### Album in studio
- 1984 - Vårt Fria Land (Really Fast) (split album con Kutr I Kuvös)

### Raccolte
- 1982 - Extrem P (Malign Massacre)

### EP
- 1981 - Disinfection EP (Malign Massacre)
- 1983 - Infection Grows EP (Xcentric Noise)
- 1983 - Huvudtvätt/Headcleaners EP (Malign Massacre)

### Singoli
- 1981 - Huvudtvätt/Picnic Boys (Malign Massacre) (singolo split con Picnic Boys)

### Partecipazioni
- 1983 - AA.VV. Really Fast Vol. 1 (Really Fast)
- 1984 - AA.VV. Beating the Meat (XCentric Noise)
- 1997 - AA.VV. Varning För Punk (Distortion)